# Єфименко Георгій Петрович
Георгій Петрович Єфименко (нар. 1904, місто Катеринослав, тепер місто Дніпро Дніпропетровської області — ?) — український радянський діяч, голова виконавчого комітету Сталінської міської ради депутатів трудящих Сталінської області. Депутат Верховної Ради УРСР 3-го скликання.

## Біографія
Народився у родині службовця. Трудову діяльність розпочав чорноробом на млині в місті Шклов (тепер Республіка Білорусь).
У 1920—1922 роках — у Червоній армії. Після демобілізації був направлений працювати в місто Юзівку на Донбасі.
У 1922—1929 роках — чорнороб, кочегар рейкопрокатного цеху металургійного заводу в місті Юзівці (Сталіно). У 1923 році вступив до комсомолу.
Член ВКП(б) з 1926 року.
У 1929 році в числі «двадцятип'ятитисячників» відряджений партією для проведення колективізації та організації колгоспів у Кримській АРСР. Був організатором колгоспу в селі Кишлак, працював головою районної колгоспної спілки. До 1934 року — заступник голови Кримського колгоспного центру.
У 1934—1937 роках — начальник ремонтно-будівельної контори, завідувач житлово-комунального відділу Сталінського металургійного заводу імені Сталіна Сталінської області.
У 1937—1941 роках — директор тресту «Комунпостач» виконавчого комітету Сталінської міської ради депутатів трудящих Сталінської області. У вересні 1939 року — у Червоній армії, брав участь у захопленні СРСР західноукраїнських та західнобілоруських земель.
У 1941—1946 роках — у Червоній армії, учасник німецько-радянської війни з жовтня 1941 року. Служив заступником командира 2-го батальйону із політичної частини 106-го гвардійського стрілецького полку Сталінградського фронту, заступником командира із стройової частини 169-го гвардійського стрілецького полку 1-ї гвардійської стрілецької дивізії 16-го гвардійського стрілецького корпусу 11-ї гвардійської армії 3-го Білоруського фронту, а у 1945 році — командиром 243-го гвардійського стрілецького полку 84-ї гвардійської стрілецької дивізії 36-го гвардійського стрілецького корпусу 11-ї гвардійської армії 3-го Білоруського фронту. Був тричі поранений.
У 1946—1949 р. — завідувач Сталінського обласного відділу комунального господарства.
У грудні 1949 — березні 1953 р. — голова виконавчого комітету Сталінської міської ради депутатів трудящих Сталінської області.
У березні 1953 — після 1961 року — завідувач Сталінського обласного відділу комунального господарства.

## Звання
- гвардії старший політрук
- гвардії підполковник

## Нагороди та відзнаки
- орден Трудового Червоного Прапора (23.01.1948)
- два ордени Червоного Прапора (19.04.1945, 26.04.1945)
- орден Вітчизняної війни 2-го ст. (30.11.1944)
- орден Червоної Зірки (9.12.1942)
- ордени
- медалі